# ویکی‌پدیای بنگالی
ویکی‌پدیای بنگالی یک نسخه از ویکی‌پدیا به زبان بنگالی است که در تاریخ ۱۳ نوامبر ۲۰۰۹ افتتاح شد و تا تاریخ ۲۷ اوت ۲۰۱۰ شامل ۲۱۰۰۰ مقاله بوده و در رتبه ۷۳ قرار داشته است.
این دانشنامه تا سال ۲۰۲۱ با بیش از ۱۰۱۹۵۶ مقاله داشت .